# ميكيل فروليش أونوريه
ميكيل فروليش أونوريه (بالدنماركية: Mikkel Frølich Honoré)‏ هو دراج دنماركي، ولد في 21 يناير 1997 في فريديريكا في الدنمارك.

## وصلات خارجية
- ميكيل فروليش أونوريه على موقع الاتحاد الدولي للدراجات (الإنجليزية)
- ميكيل فروليش أونوريه على موقع أرشيف الدراجات (الإنجليزية)
- ميكيل فروليش أونوريه على موقع إحصائيات الدراجات الإحترافية (الإنجليزية)
- ميكيل فروليش أونوريه على موقع نسبة الدراجات (الإنجليزية)
- ميكيل فروليش أونوريه على موقع CycleBase (الإنجليزية)
- ميكيل فروليش أونوريه على موقع أوليمبيديا (الإنجليزية)